# وندی ملوین
وندی ملوین (به انگلیسی: Wendy Melvoin) (زاده ۲۶ ژانویه ۱۹۶۴) نوازنده گیتار و ترانه سرا و آهنگساز و همچنین بازیگر آمریکایی است.
از فیلم‌های معروف او می‌توان به اسباب بازی‌ها اشاره کرد.